# Христо Стамболски
Христо Танев Стамболски е български общественик, борец за църковна независимост, лекар-анатом, професор в медицинския факултет в Цариград и един от организаторите на българското здравеопазване след Освобождението.

## Биография
Той е първото дете в семейството на казанлъшкия търговец и учител Стоенчо (Таню) и Дафина Стамбологлуви (Според книгата „Спомени“ на К. Бозвелиев Стоенчо Стамбологлу е бил учител в Калпакчийската махала, това не изключва да е бил и търговец). Те са изключително вярващи православни християни и възпитават така и своя син, много се радват от факта, че през 1852 г. той става анагност (четец, подстриган) на търновския владика Неофит. На 14 август 1851 г., срещу празника на храма „Успение пресветая Богородица“ в Калпакчийската махала, църковното настоятелство на църквата, със знанието на махленските чорбаджии, окача на новопостроената триетажна кула, освен дървеното и едно желязно клепало.
За вечерната литургия същия ден, заедно с Клисаря и поп Ставри се качват на кулата за да бият клепалата. Турците които чуват мощния звук идват и със заплахи свалят тримата от кулата и ги затварят в конака. После по молба на чорбаджиите са освободени от мюдюрина. Това събитие, както по-късно признава докторът, го озадачава и буди в него мисли за подобрение съдбата на българите.
Първоначално учи в родния си град Казанлък. При даскал Иван Найденов и Тодор Кюлджият се учи да превежда от славянски на български, турски учи при Илаоглу Мехмед ефенди, а гръцки при Филип Велев и Петър Хаджипенев (Петър х. Пенев).
През 1858 г., след успешно положени изпити, той се записва като ученик в Имперско медицинско училище. Завършва го с чин майор. Преподавател по анатомия в гражданското Медицинско училище и професор по анатомия във Военномедицинското училище.
Д-р Стамболски е член на Временния съвет на Българската екзархия и председател на Българското читалище в Цариград. Използва свободния си достъп до високите етажи в турската йерархия за да помага в Църковната борба. Среща се с Васил Левски и му помага в търсенето на средства за националноосвободителното движение.
Заради участието си в освободителните борби е заточен в град Сана (днешен Йемен). Там паразитната епидемия сред войниците го насочва към изучаването на дракункулозата. С това получава световна известност и признание, а неговите стъкленици с „Йеменския червей“ и днес се пазят в Британския музей в Лондон.
Като ученик в Имперското медицинско училище, през 1865 г. Стамболски проявява изключителна самоотверженост в борбата с холерната епидемия, а през 1867 г. участва в лекуването на болни от петнист тиф, за което получава турския орден „Меджидие“. Проучва старата арабска медицинска терминология и я пригажда за употреба на турски език. Преведената от него терминология се използва и до днес от турските лекари. От 1875 г. е редовен професор по анатомия и хистология в светското Висше медицинско училище в Цариград. Превежда от френски на турски език анатомичен атлас и ръководство по анатомия.
След Освобождението д-р Стамболски се установява първо в Габрово. Той става народен представител и председател на Областното събрание на Източна Румелия, префект на Сливен, директор на пътищата и съобщенията в Източна Румелия (1881-1883), инициатор за основаването на земеделското училище в Садово (Пловдивско), градски лекар в Казанлък. От 1903 завежда Кожно-венерическия отдел на Александровска болница в София. Директор на Санитарната дирекция по време на Балканските войни. Член на Осмия върховен медицински съвет.
Д-р Христо Стамболски е автор на обширни мемоари, които съдържат много и интересни сведения за съвременния му обществен живот. Сътрудничи на в. „Право“ и „Напредък“, издавани от неговия приятел Иван Найденов; след Освобождението сътрудничи на в. „Мир“, публикува на различни езици трудове по анатомия, антропология, паразитология и епидемиология.

## Съчинения
- Опровержение на рапортът на комисията, назначена от Областното събрание за изследвание някои дела по сградите, произведени от Дирекция на земледелието, търговията и обществените сгради / Състав. Христо Танев Стамболски. Пловдив: Центр. печ. Ед. Дионе, 1883.
- Стамболски, Христо. Няколко страници от старата българска история: За отношенията на българите към Византийската Ромейска империя.

София, 1899.
- Стамболски, Христо. Една отровна целувка на софийската гара: Статия, посветена на бълг. младеж. София: П. М. Бъзайтов, 1901.
- Стамболски, Христо. Няколко порочни статии във възпитанието на нашата младеж. София: П. М. Бъзайтов, 1906.
- Стамболски, Христо. Сказка за новото анестезично средство „Стоваината“: Държана в Соф. мед. д-во на 30 май 1907 г. и доп. отпосле. София: Балкан, 1907.
- Стамболски, Христо. Автобиография, дневници, спомени. Т. 1 – 3 София: Държ. печ., 1927–1931 (1972).
- Stambolski, Christo. Du ver de Medine Filaria Medinensis: Extrait des memoires de son voyage a Yemen en Arabie. Sofia: Impr. centrale de T. Kalitcheff et c-ie, 1896 (1925)